# Ragga
Pour la race de chat, voir Ragamuffin.
Ne doit pas être confondu avec Raga ou Reggae.
Sous-genres
Early ragga, ragga hardcore, hip-hop raggamuffin, ragga-pop, ragga soca, ragga jungle, raggacore
Genres dérivés
Drum and bass, jungle, reggaeton
Genres associés
Reggae, rub-a-dub, dub, new roots, hip-hop, RnB contemporain
Le ragga, abréviation de raggamuffin, également appelé digital dancehall, un sous-genre musical issu du dancehall et du reggae, ayant émergé dans les années 1980 en Jamaïque. Le terme est un mélange entre les mots ragga et ragamuffin. L'instrumental consiste principalement en de la musique électronique avec une forte utilisation de samples.

## Étymologie
En argot jamaïcain, ragamuffin définit un individu fainéant et, par extension, un style de vie marginal, une façon d'être et de se comporter : un débrouillard qui galère mais qui restera honnête jusqu'au bout et fera tout pour s'en sortir sans jamais trahir personne. L'équivalent en argot anglais américain est hustler. Ce terme désigne donc à l'origine une catégorie d'individu mais pas un genre musical. Les « raggamuffin » jamaïcains auto-produisent leurs disques où ils commentent l'actualité, et les vendent de ville en ville. La foule se rassemble autour du sound system, la sono où le DJ s'exprime sur la musique du disque proposé à la vente, dans une diction qui peut parfois être ultra-rapide.
Raggamuffin est un mélange entre les mots ragga et ragamuffin. Cet amalgame ne se retrouve principalement qu'en France, en Espagne et aux Pays-Bas on dit bubbling[pas clair]. Le terme ragga est donc proche du terme dancehall, quelle que soit l'époque. Ragga en français sert à préciser une séparation avec le reggae.

## Histoire

### Origines
Tout commence avec le producteur de musique Prince Jammy (né Lloyd James, rebaptisé plus tard King Jammy). De nombreuses productions à succès de Jammy avaient été enregistrées avec le groupe High Times Band, dont le son se caractérisait par une structure typiquement dancehall sur de vieux rythmes rocksteady hérités des décennies précédentes.
Ce son commence cependant à être révolutionné par le célèbre duo instrumental de Sly and Robbie (Sly Dunbar et Robert Shakespeare), qui figure encore parmi les producteurs et les musiciens de studio les plus recherchés de Jamaïque, ainsi que les propriétaires du label Taxi Records. Le duo avait déjà contribué à l'évolution de la musique jamaïcaine dans les années 1970, puisqu'il était responsable, avec Augustus Pablo, de la naissance du style reggae rockers, qui a dominé la scène jamaïcaine pendant la seconde moitié des années 1970. L'expérimentation de Sly and Robbie avec des rythmes électroniques au milieu des années 1980 est un signe clair du changement radical que connaissait le dancehall, car les producteurs commençaient également à passer de l'enregistrement analogique à l'enregistrement numérique. La révolution de la technologie musicale numérique favorise l'introduction de nouvelles expériences et de nouveaux sons, qui ont commencé à être adoptés par les producteurs et les labels. Cela entraine également le déclin des célèbres groupes de session (ou backing bands) ; désormais, l'équipement numérique permet à un ou deux musiciens seulement de former un groupe.

### Débuts et succès

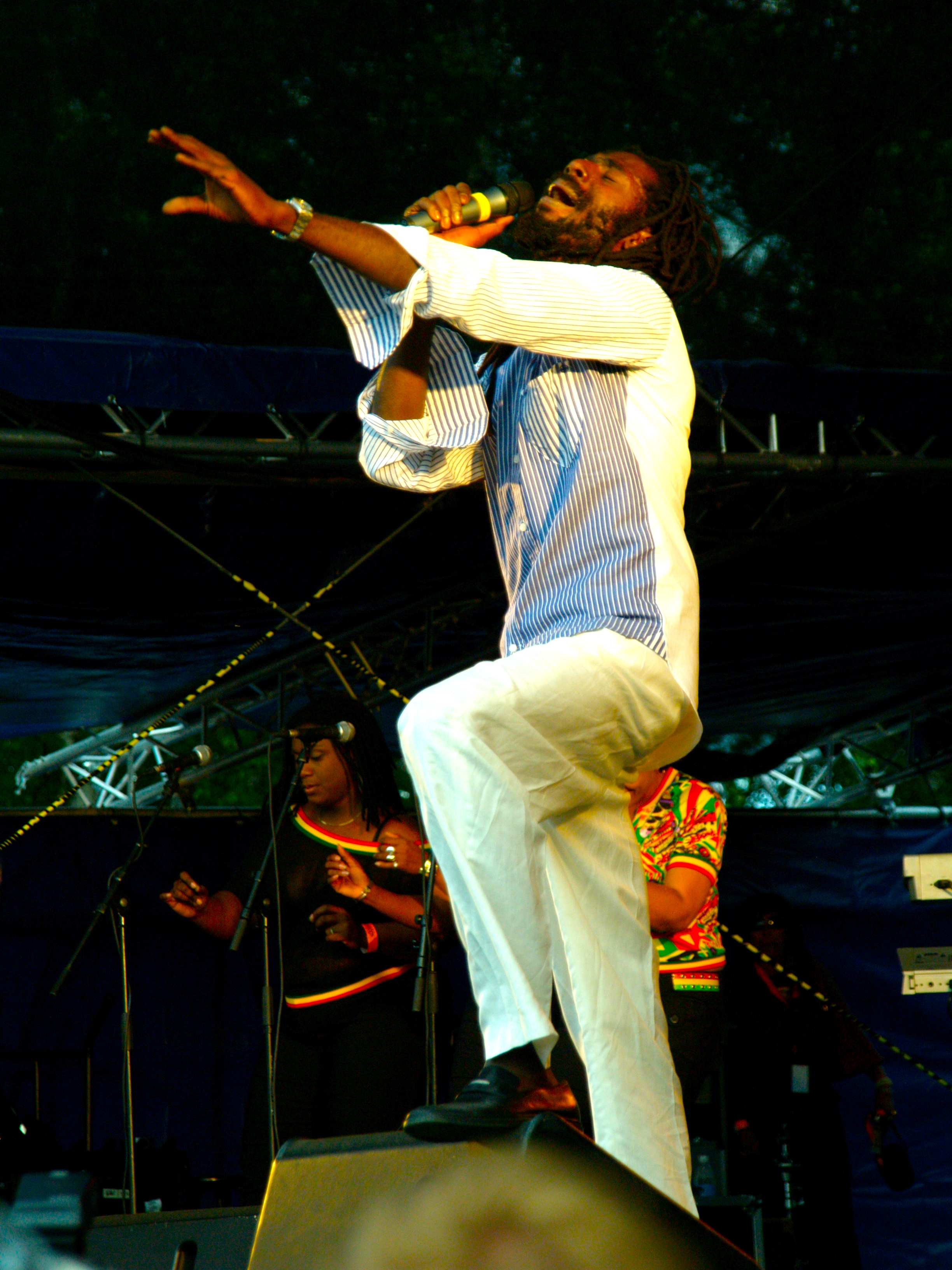
Buju Banton, un des plus grands représentants du ragga (ici en 2006).

Le genre émerge concrètement en 1985 en Jamaïque. Le premier morceau de raggamuffin est le single Under Me Sleng Teng (1985) de Wayne Smith, produit par King Jammy lui-même et construit autour d'un rythme dont on a découvert plus tard qu'il avait été préprogrammé sur un clavier Casio, (Casio MT-40). Cette chanson est reconnue comme la première chanson reggae avec des rythmes électroniques, marquant le début de l'ère du dancehall électronique ou raggamuffin,. Sleng Teng est également reconnue comme la première chanson reggae sans lignes de basse à connaître le succès. Un autre artiste important pour l'essor du raggamuffin est Junior Delgado, dont l'album Raggamuffin Year, sorti en 1986, contribue à la diffusion du terme pour définir cette nouvelle musique. Par la suite, le terme est souvent raccourci en ragga et adopté pour définir de manière générale la nouvelle musique danchehall.
Dès 1985, la révolution numérique s’amorce via le producteur Loyd « King Jammy » James qui crée son riddim Sleng Teng (instrumental) à partir uniquement d'une boîte à rythmes, synthétiseur et autres outils laissant peu de place aux musiciens. C'est le début du numérique. De nombreuses expérimentations voient le jour et principalement à travers la création de rythmiques plus rapides (riddim « bogle ») qui se détachent des rythmiques numériques mais plus « roots ». C’est à partir de cette période que toute une génération de chanteurs représentatifs du style dancehall digital va tenir la tête de l’affiche en Jamaïque. Ils sont généralement issus de la fin de l’époque rub-a-dub comme Papa San, Stitchie, Nardo Ranks et s’illustrent à la fois en studio et en sound systems sur des grosses sessions numériques. Ce style n'existe donc pas en tant que tel en Jamaïque, personne n'a jamais parlé de « raggamuffin » comme étant un style musical. On dit le dancehall, style musical dansant mais reflétant la réalité jamaïquaine dans son intégralité. On y trouve des thématiques sociales (conscious), sexuelles (slack) ou encore bien d’autres.
En France, le chanteur Tonton David est l'un des pionniers du dancehall français. Avec son titre Peuples du monde présent sur la compilation Rappattitude produit par Virgin en 1990, le dancehall émerge de l'univers underground pour investir les petits écrans et les radios. Le style ouvrira donc la voie au style dancehall hardcore représenté par des artistes comme Beenie Man, Bounty Killer, Sizzla ou Capleton, entre autres. Le style dancehall (overdub) apparait à la fin des années 1960. Il s'agissait du reggae joué dans des dancehalls.

### Thèmes et critiques
Avec cette nouvelle vague de musique, de nouveaux sommets de vulgarité sont atteints dans les paroles lorsque les deejays commencent à entamer des sujets offensifs, abordant des sujets brûlants tels que les armes à feu, les femmes et la marijuana. En effet, bien que les premiers dancehall aient irrité les puristes et les partisans du roots, ils étaient relativement inoffensifs par rapport à ce qu'ils allaient devenir au cours de la période raggamuffin. Parmi les thèmes abordés dans le ragga figuraient en bonne place, comme c'était souvent le cas dans l'early dancehall, le sexisme, l'homophobie, la misogynie et d'autres propos vulgaires et obscènes.

### Années 1990
Au cours des années 1990, le ragga reste fermement établi comme l'un des genres de reggae les plus populaires joués dans les dancehalls jamaïcains : Shabba Ranks, General Trees, Tiger, Lieutenant Stitchie, Capleton, Mad Cobra et Supercat ne sont que quelques-uns des artistes qui concluent des contrats avec des majors, bien que la plupart d'entre eux aient été progressivement abandonnés par ces mêmes labels au cours de années 1990.
Au milieu des débats houleux sur la question de savoir si les thèmes obscènes et vulgaires du ragga reflétaient réellement la réalité des ghettos jamaïcains, la scène reggae a commencé à faire preuve d'un geste admirable de récupération et de maîtrise de soi, avec le développement du renouveau du reggae roots, appelé new roots, un phénomène qui réaffirmait haut et fort le rejet des obscénités prônées par les artistes dancehall et ragga, remplaçant ces thèmes par des valeurs plus morales, dans la lignée du vieux reggae roots des années 1970. Le style de production numérique n'a jamais complètement disparu (un renouveau est d'ailleurs en cours en Europe) et, au début des années 1990, le retour du roots est stimulé par l'énorme popularité de Garnett Silk. Soudain, des DJ comme Buju Banton et Capleton se font pousser des dreadlocks et changent leurs valeurs pour le meilleur, tout en conservant les sons caractéristiques du genre. Beenie Man met également de côté d'anciens morceaux de son répertoire, tandis que ces nouveaux DJ roots sont rejoints par Anthony B et Sizzla, deux représentants de la secte rasta Bobo Ashanti, qui se sont associés pour dénoncer la mode des dreadlocks des années 1980. Par ailleurs, dans le sillage de Garnett Silk, plusieurs chanteurs roots commencent à combiner la sensibilité et la spiritualité de Bob Marley avec une approche moderne de leur musique. Luciano, Tony Rebel et Morgan Heritage sont parmi les premiers à introduire cette nouveauté, tandis que Cocoa Tea semblait s'être adapté aux rythmes modernes.

### Depuis les années 2000
Beenie Man, Sizzla et Capleton, trois des artistes dancehall/raggamuffin les plus célèbres en Jamaïque et dans le monde, signent un document, le Reggae Compassionate Act, dans lequel ils affirment leur engagement à ne plus diffuser de message homophobe, tant en ce qui concerne les nouvelles sorties que la réédition de chansons antérieures contenant des paroles anti-homosexuelles.
Il existe aussi des grands festivals du genre comme le Raggamuffin Music Festival, originaire de Nouvelle-Zélande.